# Ctenidium pubescens
Ctenidium pubescens är en bladmossart som beskrevs av Brotherus 1908. Ctenidium pubescens ingår i släktet Ctenidium och familjen Hypnaceae. Inga underarter finns listade i Catalogue of Life.